# Jan Stekelenburg
Jan Stekelenburg (Maarssen, 31 oktober 1941 – 29 juni 2023) was een Nederlands presentator, commentator en eindredacteur. Hij was vooral bekend van Studio Sport, waarvoor hij in 1968 begon te werken.

## Biografie
Stekelenburg was tot zijn dood actief bij Studio Sport. Hij was onder andere de vaste eindredacteur van het programma De Avondetappe dat Mart Smeets jaarlijks maakte tijdens de Tour de France. Stekelenburg voorzag jarenlang diverse sportwedstrijden van commentaar (onder andere tafeltennis en volleybal), maar was anno 2022 alleen nog incidenteel commentator of eindredacteur.
In het dagelijks leven was hij eerst gymnastiekdocent, daarna conrector en daarna rector bij het Fons Vitae Lyceum.
Stekelenburg is na een ziekbed op 81-jarige leeftijd overleden.

## Familie
Stekelenburg was de tweelingbroer van wijlen Johan Stekelenburg, die voorzitter van de vakbond FNV en burgemeester van Tilburg was. Jan Stekelenburg is de vader van Jeroen Stekelenburg (verslaggever van Studio Sport), van voetbaltrainer Maarten Stekelenburg en van Milan van Dongen, verslaggever bij ESPN.